# 田中河内介
田中 河内介（たなか かわちのすけ）は、幕末の青侍で、尊王攘夷派志士である。儒学者および漢学者。諱は綏猷（やすみち）。
寺田屋騒動後という幕末の騒乱の早い段階で非業の死を遂げた。明治天皇の4歳になるまでの教育係で、大変慕われていたことが明治時代になってから一般にも知られるようになり、有名になった。

## 略歴
但馬国出石郡香住村（現兵庫県豊岡市）の医者、小森正造の次男として生まれた。幼少から秀才として知られ、出石藩侍講の儒学者井上静軒に師事した。武芸も嗜み、特に弓道を得意とした。
天保6年（1835年）、儒学者になるために上京して勉学に励み、やがて私塾を開いた。天保11年（1840年）、公家中山忠能に召されて仕えることになり、同家の世臣である諸大夫田中近江介綏長（やすなが）の養子となった。後に養父より諸大夫を引き継ぎ、弘化2年（1845年）に従六位、河内介に叙された。
河内介は、中山家では庶務を仕切り、忠能子息の中山忠愛、中山忠光の教育係でもあった。嘉永5年（1852年）、忠能の娘で典侍の中山慶子が孝明天皇の子（祐宮、後の儲君睦仁親王→明治天皇）を身ごもった降誕の際には大任を任され、実家中山邸内の御産殿の建設を指揮し、教育係となって自ら背負い孝経を口授したという。祐宮が儲君となって皇居に入り、親王宣下を受けた後は河内介は職を辞すことになり、中山邸より出て川端丸太町の私邸を「臥竜窟」と名付けて隠棲した。これは幕政に批判的であった河内介が公武合体派の忠能と意見を異にし、特に和宮親子内親王の降嫁に強く反対していたためと言われる。
京都で勤王の志士と交わるようになり、筑前久留米藩出身の中村貞太郎（北有馬太郎）と義兄弟の契りを結び、中村と親交のあった同藩出身の真木和泉や、浪人清河八郎などの尊皇攘夷派と親しくした。すると幕府の目が厳しくなったので出奔し、大坂に居を移した。薩摩藩邸に出入りして柴山愛次郎、橋口壮介らと語らい、小河弥右衛門（岡藩）、吉村虎太郎（土佐藩）、平野国臣（福岡藩）、真木らと謀って、島津久光の上洛と合わせた義挙を準備した。和宮降嫁を仕切った京都所司代・酒井忠義と関白・九条尚忠を暗殺する計画であった。田中は義挙が中川宮の意思であると嘘をつき、偽の令旨と錦旗を持って各地を回って同志を集めた。
島津久光は浪士鎮撫の勅命を受け、寺田屋に集まった薩摩藩士らに鎮撫使を送ったところ、一階にいた藩士と斬り合いになった。これが寺田屋騒動である。
河内介は二階にいたが、同志らに久光も同じ考えであると嘘をつき投降させたため、計画は未遂に終わった。薩摩藩は、引き取り手のいなかった浪人と同行に同意した秋月藩士・海賀宮門を大阪から鹿児島の本藩に護送するとして日向細島へ向かう船に乗せ、航海の途中に播磨灘で同乗していた息子・田中瑳磨介、青木頼母と共に斬り捨てた。遺体は海に投げ捨てられ、無残な亡骸は小豆島の福田村に漂着し、村民によって葬られた。このため現在の小豆島町福田にある雲海寺には、田中河内介の墓碑と哀悼の碑がある。なお、別船に乗った同志3名（甥の千葉郁太郎、中村主計、海賀）も日向沖で決闘と称して斬殺されて海へ捨てられ、遺体は近くの金ヶ浜に漂着。同じく埋葬され、後年、中村を除く2名は殉死者とされた。
寺田屋騒動で亡くなった志士達は後に全員が賞され、河内介は贈正四位となった。
田中父子の殺害について、文久2年（1862年）5月22日付の島津久光は島津茂久への手紙で、田中の偽造した中川宮の令旨で扇動され、義挙に加わった藩士らが非を悔い、首謀者を殺害したいと申し出たため、臨機の処置を容認したと報告している。
維新の後のある時、明治天皇は昔の養育係を思い出し「田中河内介はいかがいたしたか」と臣下に尋ねたことがあった。誰も答えられないでいると、前述のように田中と親交のあった小河一敏（弥右衛門）が進み出て「ここにおられる某君等が指図して、薩摩へ護送の際に同志に刺殺され、船中において非業の死を遂げました」と答えたので、某は赤面して顔を上げることができなかったという話が伝わっている。
別の話ではこの某氏は大久保利通であるとし、天皇が「なつかしいが、いまどうしているのか、あるいは、いま田中河内介がここにおればよいのに、殺したのは誰であろう」と問うた時に、小河は大久保を指さして、「田中河内介を殺したのはこの大久保でございます」と答えたという。小河の言葉に座はシラケてしまい、大久保は一言もこたえなかった。天皇もことの影響を考えて公の席では2度とふれようとはしなかった。明治4年（1871年）に広沢真臣が暗殺されたときに小河が容疑者の1人として捕縛されて鳥取藩で幽閉されたが、それはこの報復だったのではないかといわれている。
なお、小河は薩摩行きの船の手配には関与していないので、このような発言があったとしてもあくまでも想像にすぎない。また、小河は著書『王政復古義挙録』の中で田中父子の殺害の噂について「警衛の人々は田中父子を殺せと官吏の内命を受け居たる由にて」と幕府の命令だったという伝聞を記録している。

## 田中河内介に関する都市伝説
上述のように河内介が非業の最期を遂げたこともあって、明治以降、「百物語の会で田中河内介の死の真相を語ろうとした者が、その核心を語りえぬまま話の中途で突然死した」という都市伝説が徳川夢声や池田弥三郎によって喧伝された。

## 登場する作品
- 天皇の世紀 （1971年、朝日放送） 演:丹波哲郎